# Češi
Češi (archaicky Čechové) jsou západoslovanský národ, žijící převážně na území Česka. Významnější české menšiny žijí v Německu, na Slovensku, v Rakousku, v Rumunsku (Banátští Češi) a na Ukrajině (Volyňští Češi), Častěji se vyskytují i ve Francii, Itálii, Spojeném království, USA, Švýcarsku[zdroj?] či v Chorvatsku. Češi jsou potomky slovanských kmenů, jež v 6. století pronikly do střední Evropy a smísily se zde s dosavadním převážně kelto-germánským obyvatelstvem. Mluví češtinou, která patří mezi západoslovanské jazyky.

## Název
Teorie spojuje jméno Čech s kořenem čel-, kde je e původní. Tento kořen je v českých slovech čeleď, člověk (rus. čelovek). Je tu předpokládaný kořen kel/kol-: srov. pokolení, koleno. Původní význam tohoto kořene je ‚rod‘. Ve slovanských jazycích je dost dokladů (člověk, čeleď, člen, pokolení) pro předpoklad, že jméno utvořené z kořene čel- hypokoristickou příponou -chь mělo význam ‚člen rodu, našinec‘; tím by se dal také vysvětlit hypokoristický, „mazlivý“ tvar na -ch. Možné jsou ale výklady od slovesa *čechati, *česati, které mohlo znamenat „česat“, „drhnout“ i „bít“, takže čech mohl být „bojovník“. Nejasné je spojení se slovinským čěh ve významu „pastevec, chlapec“.
Mužský příslušník českého národa se nazývá Čech, mužští příslušníci českého národa jsou Češi, zastarale Čechové. Ženská příslušnice českého národa je Češka, ženské příslušnice českého národa jsou Češky, zastarale Čechyně.
Cizojazyčné názvy jako Bohemia, Boemia či Böhmen jsou odvozeny od latinského Boiohaemum (Tacitus) – název vznikl složením slov Boia (Bójové) a protogermánského slova *haimaz ve smyslu „vlast, domov“ (srv. dnešní německé Heimat a anglické home). Název tedy doslovně znamená „vlast Bójů“. Od tohoto názvu je odvozen i pojem „bohémství“ označující neuspořádaný život. Slovo „bohém“ se začalo používat ve Francii v 19. století, kdy se mladí umělci začali masově stěhovat do sousedství migrujících Cikánů, o nichž se v tehdejší Francii tvrdilo, že přišli z Bohemie, tedy z Čech.
V některých zemích (Srbsko, Rumunsko) byli Češi zváni jako Pémové či Pémci. Toto označení bylo odvozeno od německého Böhmen [bémen].

## Dějiny národa

### Mytologický původ
Podle mytologického líčení přivedl Čechy z dávné pravlasti Praotec Čech. V čele svého kmene, aby vyhledal zemi zaslíbenou, putuje přes řeky, hory a louky, až dorazí do krajiny nástrojem nedotčené, dojde k hoře Říp uprostřed roviny, vyleze na vrchol a zaplesá: „To je ona, země zaslíbená, mlékem a strdím oplývající!“ Což je charakteristika Země zaslíbené převzatá ze Starého zákona, kterou Bůh slíbil Mojžíšovi na hoře Sinaj. Praotec oznámí svému kmeni, že došel svého cíle a dál už se trmácet nemusí, načež vznese případnou otázku o tom, jakže by se ona nově objevená země měla jmenovat. Dlouhou cestou znavený lid se zaraduje a v nadšení, že je konec útrapám, zvolá: „Tvým jménem, tvým jménem ať se země jmenuje.“ A od té doby se Čechám říká Čechy. To je ovšem krajně nepravděpodobné. Čechovi potomci, rod, čeleď by se nazývali jménem utvořeným patronymickou příponou -ici, tedy Češici, resp. Čechovici.

### Historický původ
Slovanské obyvatelstvo přišlo na území Čech a pak Moravy v průběhu 6. století z východu, během stěhování národů. Z prvních staletí není doloženo jejich formování v národy nebo trvalé státní útvary, lze však předpokládat vzájemné působení mezi slovanskými kmeny i vymezování se vůči jiným etnikům, jak je to doloženo v případě Sámovy říše. Jazyková příbuznost později doložená u sousedícího obyvatelstva zařadila obyvatelstvo Čech a Moravy do skupiny Západních Slovanů, nazývaných tak podle oblasti, na které se usadili.

### Středověký národ

České knížectví v 11. století ve Svaté říši římské

O charakteru slovanského osídlení a formování českého národa před vznikem českého státu (6.–9. století) nevíme vzhledem k nedostatku historických pramenů téměř nic jistého a historici jsou nuceni pracovat s hypotézami na základě nepřímých dokladů a analogií. Jednou z hlavních sporných otázek jsou české kmeny, zda v tomto období tvořilo obyvatelstvo jednu velkou skupinu (teorie jediného kmene) nebo několik skupin (kmenová teorie).
V 19. století přišli historikové (V. V. Tomek) s teorií, že skupiny obyvatel jmenované Kosmovou kronikou jako byli Děčané, Doudlebové, Charváti, Chebané, Litoměřici, Lučané, Zličané, byly jednotlivé kmeny, které teprve v 10. století sjednotili Přemyslovci v jeden celek. Naproti tomu novější teorie reprezentovaná nejvýrazněji Dušanem Třeštíkem předpokládají již od příchodu Slovanů jeden český kmen, v rámci kterého vznikla malá knížectví, jež dala název domnělým kmenům. Tomu odpovídá, že Češi v zahraničí vystupovali jako jeden celek, například při křtu blíže neznámých 14 českých knížat v Řezně v roce 845. Na pevnější sjednocení českého etnika však mělo budování přemyslovského státu od 10. století rozhodující vliv. Jak uvádí D. Třeštík „ Jméno Čechů se objevuje poprvé v I. staroslověnské legendě, tedy v 10. století.“ Do té doby bylo obyvatelstvo české kotliny známo pouze pod názvy „Bohemani“ či „Beuwinitha“ – tedy Winidové (Slované) usídlení na území, které dříve obýval keltský kmen Bójů.
Po připojení Moravy k přemyslovskému státu v první polovině 11. století se začal formovat středověký český „národ“ zahrnující i moravské obyvatelstvo (sjednocené už v první polovině 9. století ve Velkomoravské říši) a slezské Holasice. Od 13. století započala německá kolonizace českých zemí, jejímž důsledkem bylo takřka celé pohraničí německojazyčné a několik jazykových ostrovů (Jihlavsko, Svitavsko, Praha, Brno, Vyškovsko a mnohá větší města) vzniklo i uprostřed českojazyčné oblasti.

### Národní obrození

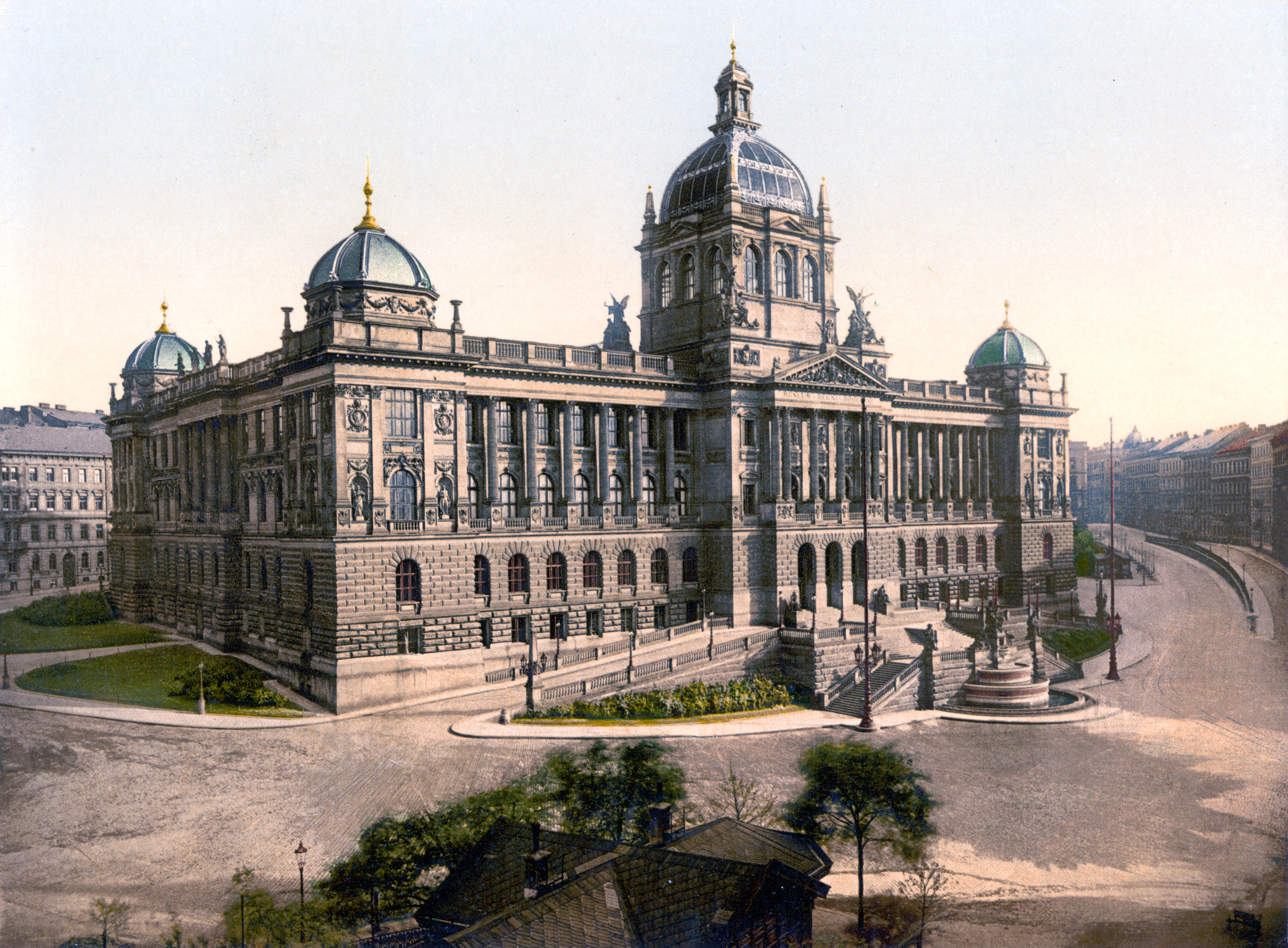
Národní muzeum v roce 1900

Habsburkové se snažili svou moc v zemích Koruny české upevnit prostřednictvím podpory římskokatolické církve na úkor šlechty. V roce 1618 došlo k povstání českých stavů proti Habsburské vládě, které bylo poraženo v bitvě na Bílé hoře roku 1620. Následující pobělohorské období bylo pozdějšími vlasteneckými autory nazváno „dobou temna“. V důsledku třicetileté války a vyhnání protestantů ze země ztratily české země jednu třetinu obyvatel. Také katolické církvi neloajální česká šlechta byla nahrazena cizinci. Habsburkové následně prosazovali politiku důsledné rekatolizace, jež vedla k obnovení pozic katolicismu a upevnění jejich vlády. V 18. století začal císař Josef II. prosazovat politiku germanizace, jež vedla k ustanovení němčiny jako oficiálního jazyka Rakouské říše a vytlačování češtiny jako mluveného jazyka. O návrat mluvené češtiny mezi široké masy obyvatel se v průběhu národního obrození snažila skupina „národních buditelů“. Proces národního obrození dospěl až k politickým požadavkům vůči Habsburské monarchii, které se týkaly jazykových a občanských práv. Tyto požadavky byly splněny pouze částečně, což vedlo k sílící nespokojenosti obyvatel. Tato nespokojenost byla navíc zesílena důsledky první světové války.

### Československý národ
Po roce 1918 byl politickým působením proponován československý národ. Po vzniku Československa k tomu vedla především snaha o vytvoření většinově národního státu v národnostně rozrůzněném prostředí.

## Charakteristika

### Jazyk
Češi hovoří češtinou, západoslovanským jazykem, který má celosvětově 12 milionů mluvčích. Jde o flektivní jazyk, vyznačující se komplikovaným systémem skloňování a časování. K písemným záznamům používá latinku, obohacenou o znaky s diakritikou. Pro výslovnost je charakteristický pevný přízvuk, opozice délky samohlásek a specifická souhláska /ř. Čeština je užívána jako oficiální jazyk v Česku a Evropské unii, také je vzájemně srozumitelná se slovenštinou a lužickou srbštinou.

### Genetika

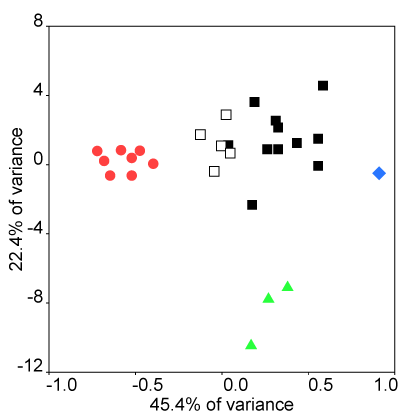
Rozšíření populace ve vybraných národech podle podobnosti frekvencí jejich haploskupin, American Journal of Physical Anthropology, 2007
Češi
Němci
Poláci
Italové
Balkán

Moderní genetické výzkumy zjistily, že Češi pochází z několika pravěkých migračních vln. Na původu Čechů, stejně jako většiny moderních Evropanů, se podílely tři pravěké populace:
- mezolitičtí lovci a sběrači pocházející z kromaňonské populace, která obývala Evropu během poslední doby ledové,
- dále neolitičtí zemědělci, kteří se do Evropy začali stěhovat před 9000 lety z Anatolie během neolitické revoluce v zemědělství a ve střední Evropě vytvořili kulturu s lineární keramikou,
- a nakonec pastevci jámové kultury, kteří se stěhovali z pontsko-kaspické stepi ve východní Evropě v souvislosti s indoevropskými migracemi před 5000 lety.[27][28][29]

Podle některých vědců byla kultura se šňůrovou keramikou, která vzešla z migrace lidu jámové kultury, společným předkem pro pozdější keltské, germánské, baltské, slovanské a možná i některé italické indoevropské jazyky. Každá z migračních vln způsobila změnu genetické struktury obyvatel Evropy a z větší části geneticky a kulturně nahradila předchozí populaci. Moderní Češi mají v sobě vysoký podíl genů lidu jámové kultury.
Podle moderních genetických výzkumů jsou Češi potomci zejména Slovanů, Germánů a Keltů, kteří v průběhu tisíciletí obývali území dnešního Česka. Geneticky je obyvatelstvo Česka v porovnání s některými jinými zeměmi velmi pestré a zahrnuje kromě 35 procent slovanské populace také třetinu populace s germánsko-keltským původem, 10 procent populace s nordickým (skandinávským) původem a další mají původ například židovský, jihoevropský nebo i sibiřský. Podle jiného výzkumu je etnogeneze Čechů dotčena slovanským původem z 51 procent a zbytek je tvořen románským, germánským, židovským, ugrofinským nebo jihokavkazským původem.
Češi mají vysokou frekvenci výskytu haploskupiny R1a – 34,2 %. Vysoký výskyt této haploskupiny existuje mezi slovansky mluvícími národy ve střední a také ve východní Evropě. Podle studií má pak 22 % až 35,6 % českých mužů západoevropskou Y-DNA haploskupinu R1b, která je mezi Slovany vzácná. Dle studií má 11 % až 13 % Čechů nordickou haploskupinu I1.
Dle údajů České Y-DNA databáze (Genebáze), která ke dni 13. července 2025 zahrnovala celkem 4 826 vzorků českých mužů, bylo zastoupení hlavních haploskupin následující: R-M420 38,7 %, R-M343 26,4 %, I-P215 10,4 %, I-M253 7,2 %, E-M96 6,3 %, J-M304 4,1 %, G-M201 4,1 %, Q-M242 1,2 %, N-M231 0,9 %, L-M20 0,5 % a T-M184 0,1 %.
Dle údajů z největší světové Y-DNA databáze společnosti FamilyTreeDNA, která ke stejnému datu zahrnovala celkem 2 121 vzorků mužů, kteří jako místo původu svého nejstaršího známého otcovského předka uvádějí území dnešní České republiky, bylo zastoupení jednotlivých haploskupin následující: R-M420 33,5 %, R-M343 27,1 %, I-P215 9,3 %, J-M304 7,6 %, E-M96 7,0 %, I-M253 6,3 %, G-M201 4,8 %, N-M231 2,2 %, T-M184 1,0 %, Q-M242 0,4 %, přičemž L-M20, C-M216 a R-M479 byly zastoupeny shodně po 0,2 % a H-L901 tvořila 0,1 %.
U Čechů byla také zjištěna vysoká frekvence mutace G551D genu CFTR, způsobující cystickou fibrózu. Podobně vysoké frekvence byly zjištěny v Rakousku a v keltských oblastech ve Walesu, Skotsku, Cornwallu, Irsku a Bretani.

## Obývané území

### Statistika
Většina Čechů tvoří obyvatelstvo Česka. Při sčítání lidu v roce 2011 se k české národnosti přihlásilo 6 732 104 osob, tedy 63,4 % obyvatel země. Oproti sčítání lidu z roku 2001 to znamená značný pokles, způsobený především nevyplněním nepovinné kolonky národnost.

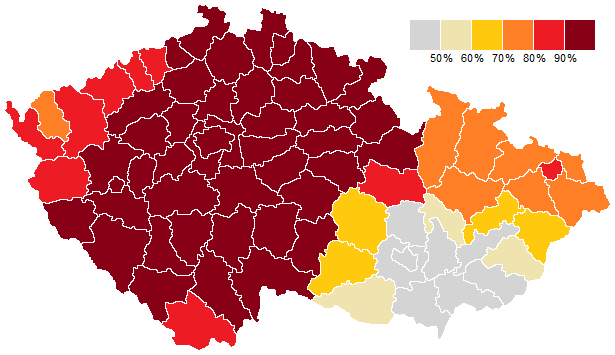
Sčítání lidu roku 1991
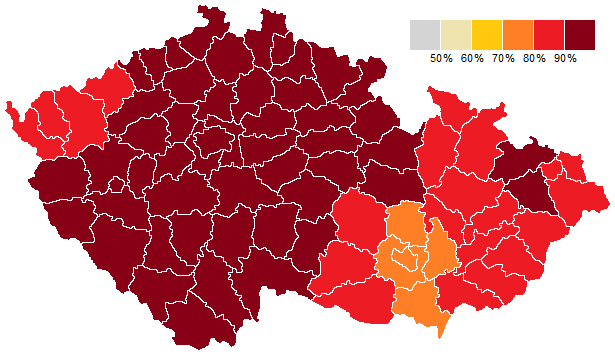
Sčítání lidu roku 2001
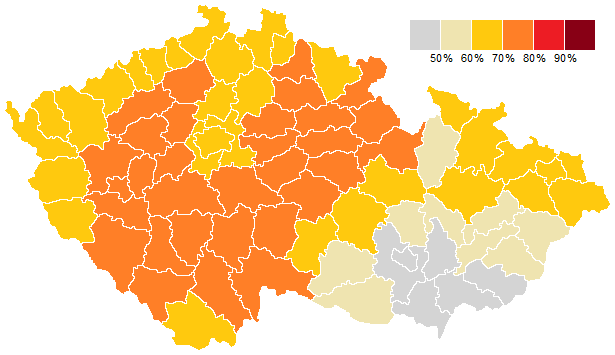
Sčítání lidu roku 2011

### Diaspora

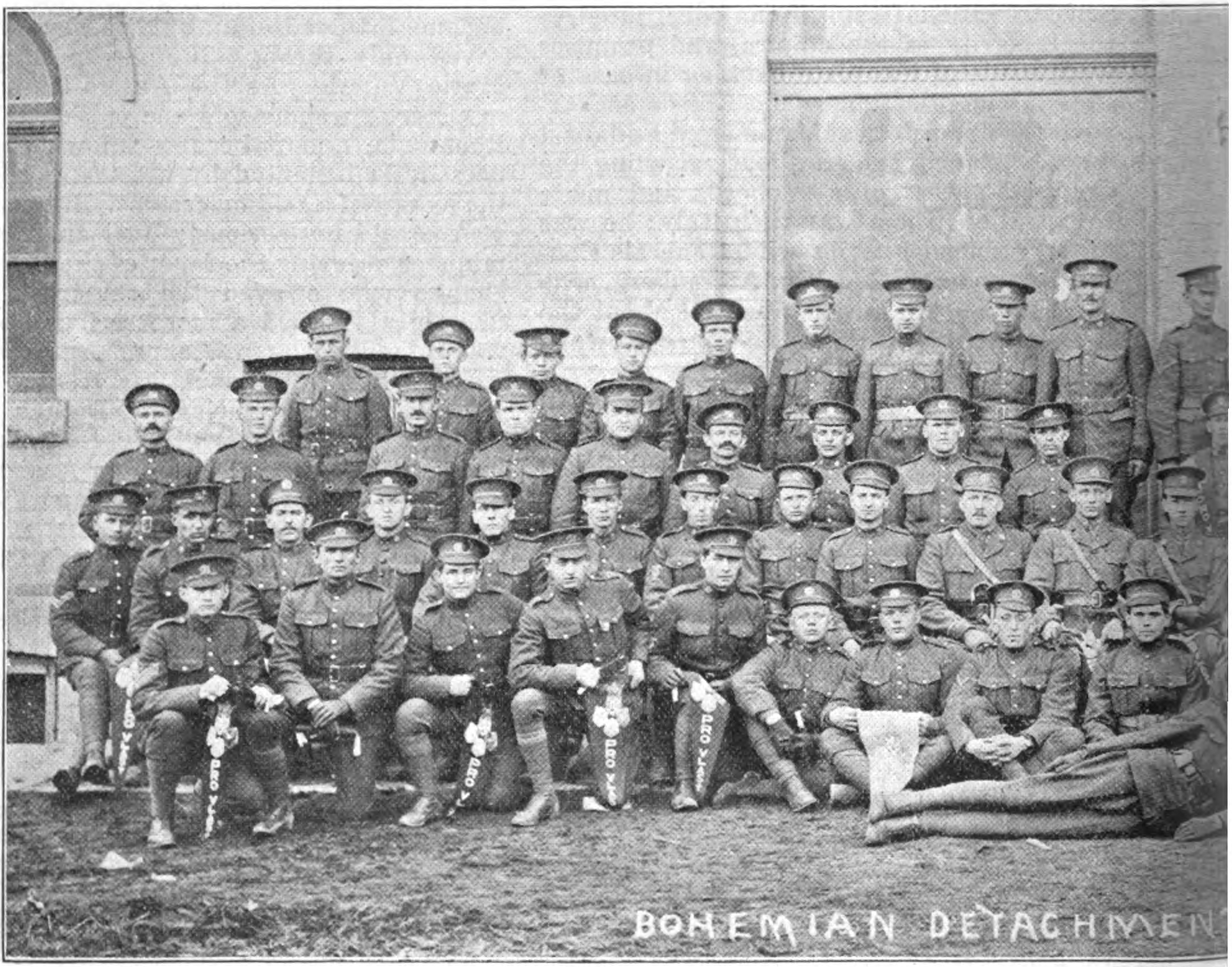
Čeští dobrovolníci, kteří sloužili během první světové války v kanadské armádě

Podle odhadů dnes žije mimo území Česka 2,5 milionu Čechů. Ve Spojených státech se k české národnosti hlásí až 1,7 milionu lidí, jenže jde spíše o uvedení původu, protože k češtině jako mateřskému jazyku se přihlásilo méně než 350 tisíc lidí. V roce 2020 se k českému původu přihlásilo 1,3 mil. obyvatel USA (870 tis. jako primární původ, 651 tis. jako sekundární původ), další 280 tis. se přihlásilo k československému původu.
Podobná situace je v Kanadě, kde žije až 100 tisíc Čechů, ale češtinu ovládá méně než 24 tisíc lidí. Další největší české diaspory jsou v sousedních státech Česka v Rakousku a Slovensku, kde žije pod 40 000 Čechů. V žádném státě s výjimkou Česka netvoří Češi více než 1% obyvatelstva.
Vrchol české migrace na Ukrajinu přišel během průmyslové revoluce v letech 1868 až 1880 a směřoval do oblasti Volyně. Před repatriací do Československa v roce 1947 žilo na Volyni 40 000 Volyňských Čechů v 647 čistě českých i etnicky smíšených obcích. Po převzetí moci bolševiky v Rusku proběhla v sovětské části Volyně kolektivizace zemědělství během níž byla Čechům půda zabavena. Za druhé světové války tvořili Volyňští Češi v roce 1944 podstatnou část 1. československého armádního sboru. Po válce proběhly rozsáhlé repatriace Volyňských Čechů do Československa. Na počátku 90. let bylo v důsledku Černobylské havárie dalším Volyňským Čechům umožněno vrátit se do vlasti.

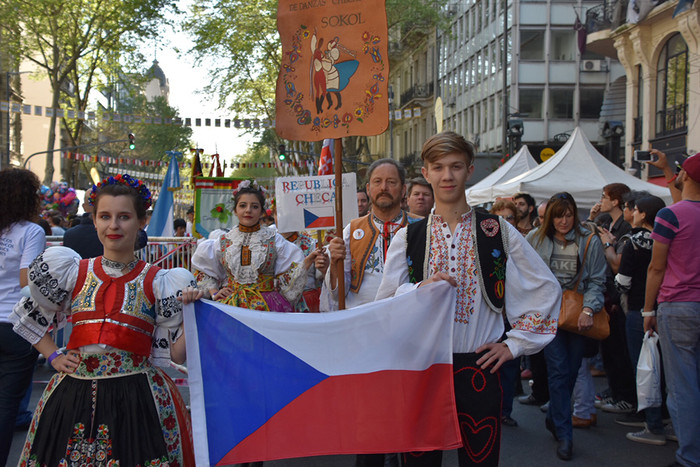
Příslušníci české diaspory v Buenos Aires v Argentině

Největší česká diaspora je v současnosti ve Spojených státech. K českým kořenům se zde hlásí téměř 1,5 milionů obyvatel. První českou migrační vlnou na území budoucích Spojených států byl příchod Moravských bratři, pokračovatelů Komenského Jednoty bratrské v první polovině 18. století. Čeští imigranti ve Spojených státech také založili mnoho osad ve státech Pensylvánie, Severní Karolína, Nebraska, Texas, Oklahoma a Illinois. Největším městem s českou populací se po Praze a Vídni stalo Chicago.
Významné skupiny obyvatel českého původu mají v Jižní Americe Argentina, Brazílie a Paraguay. V roce 1956 se pravnuk českého emigranta Juscelino Kubitschek de Oliveira stal 24. prezidentem Brazílie, který mimo jiné stanovil jako cíl vytvoření nového hlavního města Brasília. V Paraguayi se k české komunitě hlásí asi tisíc osob.
Z evropských zemí žije velká skupina lidí českého původu v Chorvatsku, v roce 2011 se k ní hlásilo necelých 10 tisíc osob. V Rumunsku se počet občanů českého původu v roce 2005 odhadoval na 5 800 lidí, kteří na etnicky pestrém území Banátu udržují české tradice. V Srbsku, většinou v oblasti Banátu, jehož významná část leží v Srbsku, podle sčítání z roku 2011 žije 1824 Čechů. V polském Zelově se k české národnosti hlásí asi 500 obyvatel, kteří jsou potomky českých pobělohorských exulantů.